# Archéologie maritime

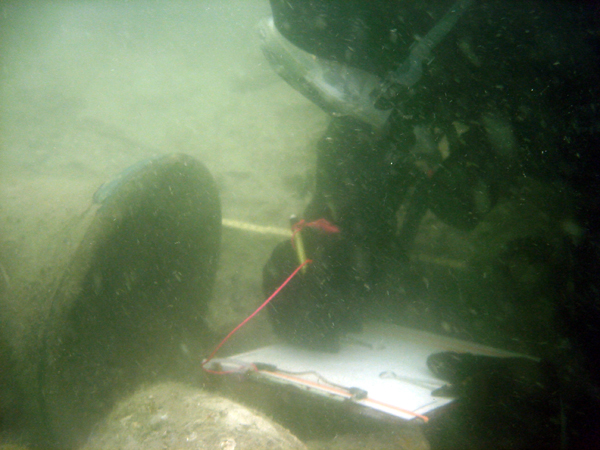
Un archéologue maritime documentant une grande cloche de navire en bronze de la fin du XVIIIe siècle.

L'archéologie maritime, également appelée archéologie marine, est une discipline de l'archéologie qui étudie spécifiquement les interactions de l'homme avec la mer, les lacs et les cours d'eau à travers l'étude des vestiges physiques associés, qu'il s'agisse des navires, d'installations à terre, de ports, de cargaisons, de restes humains et de zones submergées.
Elle ne doit pas être confondue avec deux disciplines connexes : l'archéologie nautique qui étudie la construction et l'utilisation des navires, et l'archéologie sous-marine qui étudie le passé à travers les vestiges submergés, qu'ils soient d'intérêt maritime ou non.